# Mesoplodon hectori
La balena dal becco di Hector, Mesoplodon hectori, è un piccolo mesoplodonte che vive nell'emisfero meridionale. Il nome di questa balena commemora Sir James Hector, uno dei fondatori del museo coloniale di Wellington, in Nuova Zelanda. Alcuni esemplari che si sono spiaggiati e sono stati avvistati in California, che una volta si pensava appartenessero a questa specie, si sono in seguito rivelati essere balene dal becco di Perrin (Dalebout et al. 2002). Dal 2002, non sono ancora stati visti animali viventi appartenenti a questa specie. È nota anche come balena dal becco della Nuova Zelanda e balena dai denti obliqui.
C'è da notare che moltissimi dati che si riteneva relativi a questa specie si sono poi mostrati appartenenti alle balene dal becco di Perrin - soprattutto quelli inerenti al solo maschio adulto di balena dal becco di Hector descritto più di recente. Per i dati su questo esemplare vedi balena dal becco di Perrin. Dalebout et al. (2002) sostengono che Mead (1981), Mead (1984), Mead e Baker (1987), Mead (1989), Baker (1990), Jefferson et al. (1993), Mead (1993), Carwardine (1995), Reeves e Leatherwood (1994), Henshaw et al. (1997) e Messenger e McQuire (1998) abbiano attribuito dati inerenti alla nuova specie alla balena dal becco di Hector.

## Descrizione fisica
Con i suoi circa 4,2 metri di lunghezza (1,9 alla nascita), ed un peso stimato di 1 tonnellata, quella di Hector è una della balene dal becco più piccole. È conosciuta solamente per pochi animali spiaggiati. Le balene dal becco di Hector hanno il dorso bruno-grigiastro, il ventre più pallido e possono avere la mascella inferiore bianca o pallida. Il melone, non molto prominente, si inclina lievemente su un becco breve. I maschi adulti hanno una coppia di denti triangolari appiattiti vicino alla punta della mascella inferiore. Come nella maggior parte delle altre balene dal becco, nelle femmine i denti non sporgono. La pinna dorsale è triangolare o leggermente uncinata e si arrotonda sulla punta. Il margine anteriore della pinna dorsale si congiunge al corpo con un angolo acuto.

## Dieta
Non sappiamo niente sulla dieta di questa specie, sebbene si ritenga che si nutra di calamari e pesci di profondità, e forse anche di crostacei ed echinodermi (ricci di mare e stelle marine) trovati sul fondo del mare. A causa della mancanza di denti funzionali, cattura presumibilmente la maggior parte delle prede per suzione.

## Comportamento
Con due soli probabili avvistamenti, abbiamo poche informazioni sul comportamento di questa balena. Questa specie sembra comportarsi insolitamente per essere un mesoplodonte, dal momento che, in entrambi gli avvistamenti, uno degli animali avvistati sembrava incuriosito e si avvicinava all'imbarcazione. Le cicatrici sul corpo suggeriscono che siano presenti numerosi combattimenti tra i maschi.

## Riproduzione
Non sappiamo niente sulla riproduzione di questa specie. Gli avvistamenti sono rari a causa della loro distribuzione in acque oceaniche profonde, del loro comportamento elusivo e forse del loro basso numero.

## Popolazione e distribuzione
La balena dal becco di Hector ha una distribuzione circumpolare nelle acque temperate fredde dell'emisfero meridionale, approssimativamente tra i 35° e i 55° S. La maggior parte dei reperti provengono dalla Nuova Zelanda, ma sono presenti anche reperti provenienti dallo stretto di Falkland, nelle isole Falkland, dal fiume Lottering, in Sudafrica, dalla baia di Adventure, in Tasmania, e dalla Terra del Fuoco, nel Sudamerica meridionale.

## Conservazione
A tutt'oggi questa specie non è mai stata cacciata e non è mai rimasta intrappolata nelle reti da pesca. Nella maggior parte degli avvistamenti si tratta di balene arenatesi sulle spiagge, specialmente in Nuova Zelanda. A causa dei pochissimi avvistamenti si può supporre che questa specie sia poco numerosa. Comunque può darsi anche che venga avvistata raramente per la sua abitudine di risiedere nei pressi del fondo marino.